# Ascotis perforaria
Ascotis perforaria är en fjärilsart som beskrevs av Achille Guenée 1862. Ascotis perforaria ingår i släktet Ascotis och familjen mätare. Inga underarter finns listade i Catalogue of Life.